# Macedo do Mato
Macedo do Mato ist eine Gemeinde (Freguesia) im portugiesischen Kreis Bragança. In ihr leben 178 Einwohner (Stand 19. April 2021).